# Albion

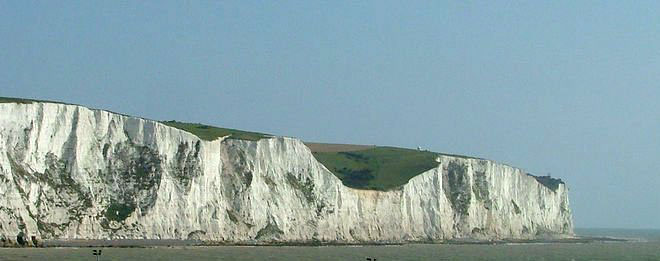
Białe klify w pobliżu Dover, wybrzeże hrabstwa Kent

Albion – starodawna i literacka nazwa Anglii (Wielkiej Brytanii) spotykana u autorów starożytnych.

## Historia
Pierwszy raz użył jej Awienus (IV w. n.e.), prawdopodobnie jednak opierał się on na jakichś starszych źródłach, być może na pismach Pyteasza z Massalii lub tradycji celtyckiej. Pochodzenie nazwy Albion nie jest oczywiste, być może należy ją wiązać z białymi (łac. albi) wybrzeżami hrabstwa Kent. Według innej teorii nazwa ta pochodzi od imienia syna Posejdona – Albiona, który według legend osiedlił się na wyspie. Wyspy Brytyjskie określano też w starożytności mianem Brytanii (Britannia). W późniejszych wiekach nazwa Albion zachowała się jedynie jako nazwa literacka.